# Club Naval Povoense
El Club Naval Povoense (Clube Naval Povoense en idioma portugués y oficialmente) es un club náutico de Póvoa de Varzim (Portugal). Es el club deportivo más antiguo de Póvoa de Varzim, ya que fue fundado en 1904. El club desarrolla actividades como la vela, la pesca deportiva, el surf y otras en la dársena de Póvoa.